# Wolfgang Süß (Politiker, 1934)
Wolfgang Süß (auch Wolfgang Süss; * 2. April 1934 in Osterhausen) ist ein ehemaliger deutscher Politiker (SED, PDS). Er war von 1990 bis 2002 Abgeordneter des Landtages von Sachsen-Anhalt und 1990 der letzte Vorsitzende des Rates des Bezirkes Halle.

## Leben und Wirken
Wolfgang Süß schloss 1952 die Oberschule mit dem Abitur ab. Von 1953 bis 1958 studierte er an der Bergakademie Freiberg und wurde Diplomingenieur für Metallhüttenkunde. 1980 wurde er mit einer Arbeit zum Thema Aluminiumrecycling promoviert.
Seinen beruflichen Werdegang startete er 1958 bis 1961 als Betriebsingenieur im Walzwerk Hettstedt. 1961 bis 1964 war er Abteilungsleiter Technik der Vereinigung Volkseigener Betriebe Nichteisen-Metallindustrie, 1964 bis 1965 Gießereileiter im Walzwerk Hettstedt und 1965 bis 1971 Werkdirektor in Leichtmetallwerk Rackwitz. Von 1971 bis 1980 war Süß stellvertretender Produktionsdirektor im Mansfeld-Kombinat und daneben 1974 bis 1980 Vorsitzender des Kombinataktivs der Kammer der Technik.
Süß wurde 1961 Mitglied der SED, war 1966 bis 1971 Mitglied der SED-Kreisleitung Delitzsch, 1980 Mitglied der SED-Kreisleitung Mansfeld-Kombinat und von Februar 1981 bis 1989 Mitglied der SED-Bezirksleitung Halle. 1979 bis 1980 war er Abgeordneter im Kreistag Eisleben und von Juni 1981 bis 1990 Abgeordneter des Bezirkstages Halle. Daneben war er von 1980 bis 1989 Vorsitzender des Wirtschaftsrates des Bezirkes Halle bzw. ab September 1980 stellvertretender Vorsitzender des Rates des Bezirkes Halle für bezirksgeleitete Industrie und Lebensmittelindustrie (Nachfolger von Wilfried Deumer). Am 11. Januar 1990 wurde er zum letzten Vorsitzenden des Rates des Bezirkes Halle gewählt.
Dem Landtag von Sachsen-Anhalt gehörte er von 1990 bis 2002 an. In der ersten Wahlperiode war er – über die Landesliste in den Landtag eingezogen – stellvertretender Vorsitzender des Ausschusses für Wirtschaft, Technologie und Verkehr. 1994 gewann er im Wahlkreis 40 (Halle III) ein Landtagsmandat und wurde Mitglied im Ausschuss für Wirtschaft und Technologie sowie Arbeitskreisleiter Wirtschaft und Technologie, Landwirtschaft, Finanzen der PDS-Fraktion. In den dritten Landtag wurde er wieder über die Landesliste gewählt. Er wurde Mitglied des Ältestenrates, Mitglied im Ausschuss für Wirtschaft, Technologie und Europaangelegenheiten und in der Enquete-Kommission „Zukunftsfähiges Sachsen-Anhalt“.
Süß ist konfessionslos, verheiratet und hat zwei Kinder.